# 巴巴拉·哈斯
巴巴拉·哈斯（英語：Barbara Haas，1996年3月19日—）是奧地利职业网球女运动员，2006年轉職業。她的WTA生涯最高單打排名為第134（2016年9月19日）。她曾代表国家参加联合会杯。

## 外部連結
- 巴巴拉·哈斯的国际女子网球协会官方資料（英文）
- 巴巴拉·哈斯的國際網球總會 職業／青少年 官方資料（英文）
- Fed Cup - Player profile - Barbara Haas (AUT) （页面存档备份，存于）